# Dibrome
Le dibrome (Br2) est une molécule composée de deux atomes de brome. C'est l'unique forme moléculaire (allotrope) de l'élément brome.
Le dibrome est un liquide rouge très volatil. Il est très toxique par inhalation et provoque de graves brûlures. Les vapeurs attaquent les muqueuses, la peau et le système respiratoire. Sa solution aqueuse s'appelle  « l'eau de brome », qui est beaucoup moins nocive.

## Propriété oxydante
Le dibrome a un pouvoir oxydant élevé : E°(Br2/Br−) = 1,07 V.
Ainsi, l'eau de brome permet de mettre en évidence la présence d'une double liaison (voir Test au dibrome) en l'oxydant.

## Précautions
Du fait de son fort pouvoir oxydant, et parce qu'il est extrêmement volatil, le dibrome dégage des vapeurs toxiques, suffocantes et rougeâtres.
Au contact de la peau, il engendre des plaies qui cicatrisent très lentement.
Le dibrome est détruit par une solution de thiosulfate de sodium.